# شهرستان محمودآباد
شهرستان محمودآباد یکی از شهرستان‌های استان مازندران است. مرکز این شهرستان شهر محمودآباد است.
شهرستان محمودآباد دارای روستاها و محلات زیادی در نزدیکی شهر است.
این شهرستان از شمال به دریای مازندران، از شرق به شهرستان فریدونکنار، از غرب به شهرستان نور و از جنوب به شهرستان آمل محدود است و از راه آمل به تهران متصل می‌شود.
این شهرستان نزدیک‌ترین شهرستان ساحلی به پایتخت کشور است. این شهرستان دارای یک فرودگاه نظامی و آموزشی وابسته به نیروی هوایی ارتش می‌باشد که از سال ۱۳۹۲ با مشارکت بخش خصوصی پروازهای تفریحی و آموزشی با هواپیماهای دونفره فوق سبک برای عموم مردم در آن انجام می‌گیرد

## تقسیمات کشوری
| نقشه استان مازندران به تفکیک شهرستان دریای مازندران رامسر تنکابن عباس آباد کلاردشت چالوس نوشهر نور محمودآباد آمل فریدون کنار سیمرغ بابلسر بابل قائم‌شهر جویبار سوادکوه شمالی سوادکوه ساری میان دورود نکا بهشهر گلوگاه سمنان تهران البرز گیلان گلستان قزوین |

- بخش سرخ‌رود
  - دهستان دابوی شمالی
  - دهستان هرازپی شمالی

شهر: سرخرود
- بخش مرکزی شهرستان محمودآباد
  - دهستان اهلمرستاق جنوبی
  - دهستان اهلم‌رستاق شمالی
  - دهستان هرازپی غربی

شهر: محمودآباد

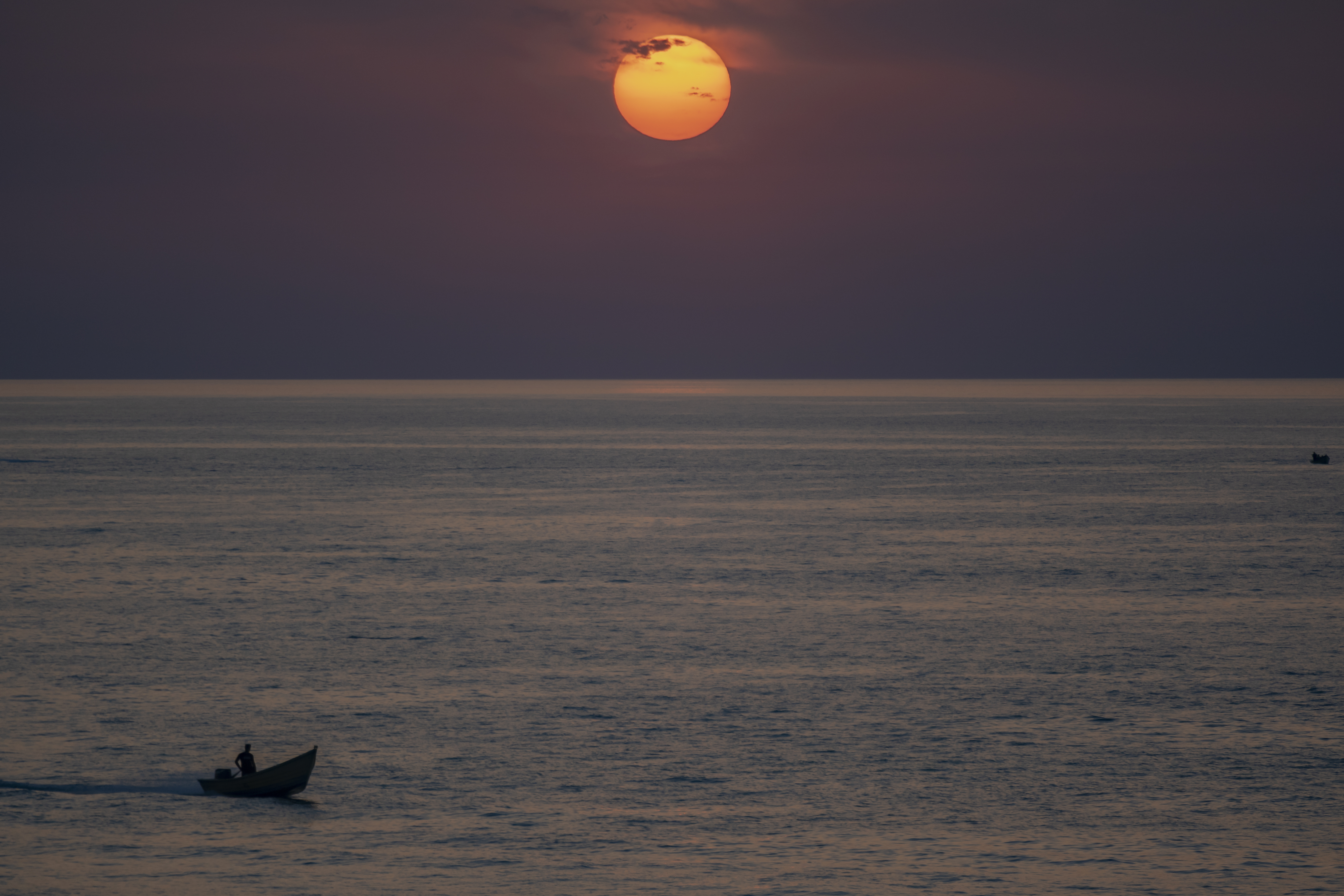
غروب آفتاب در ساحل سرخ رود
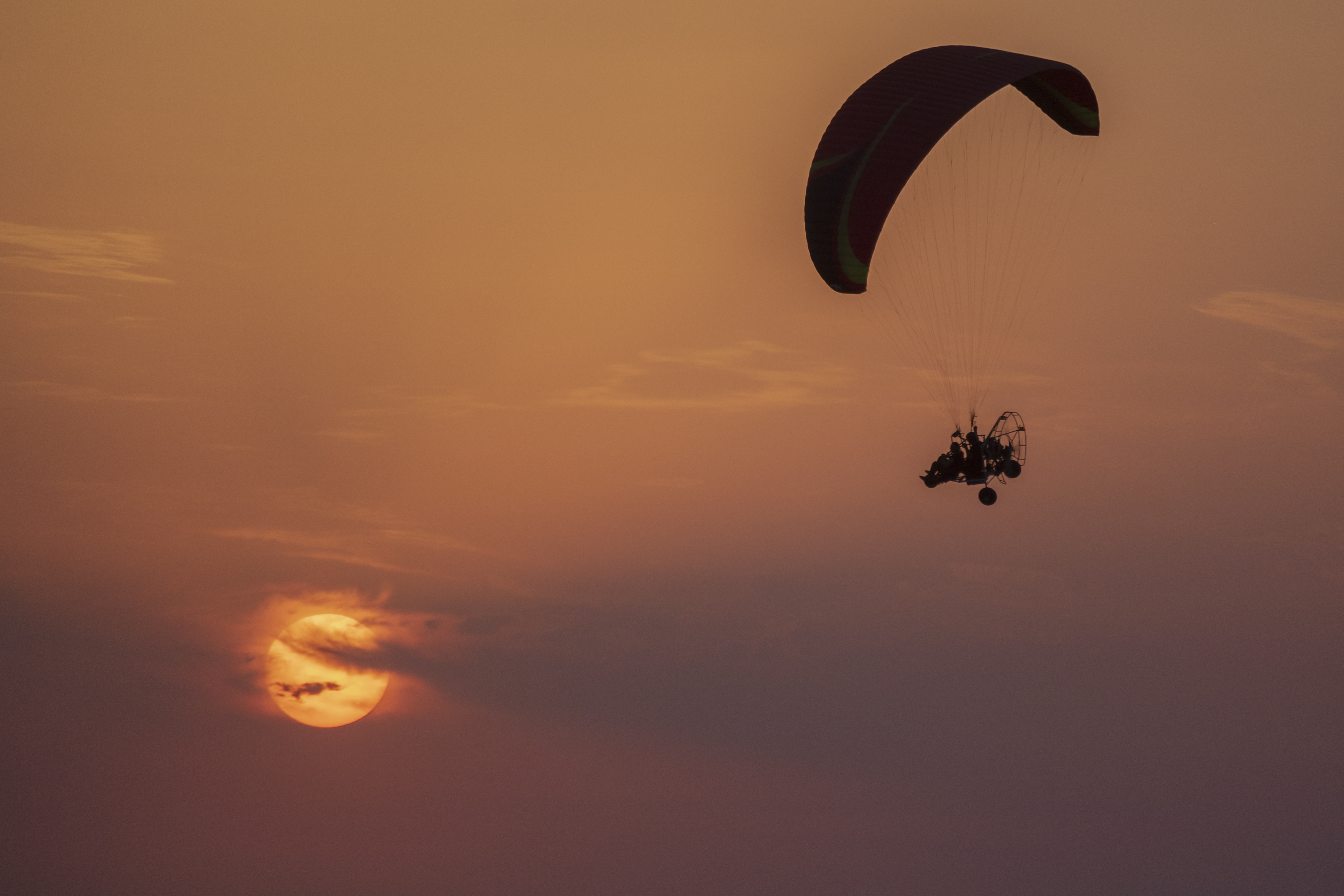
ورزش‌های ساحلی در سرخ رود محمود آباد
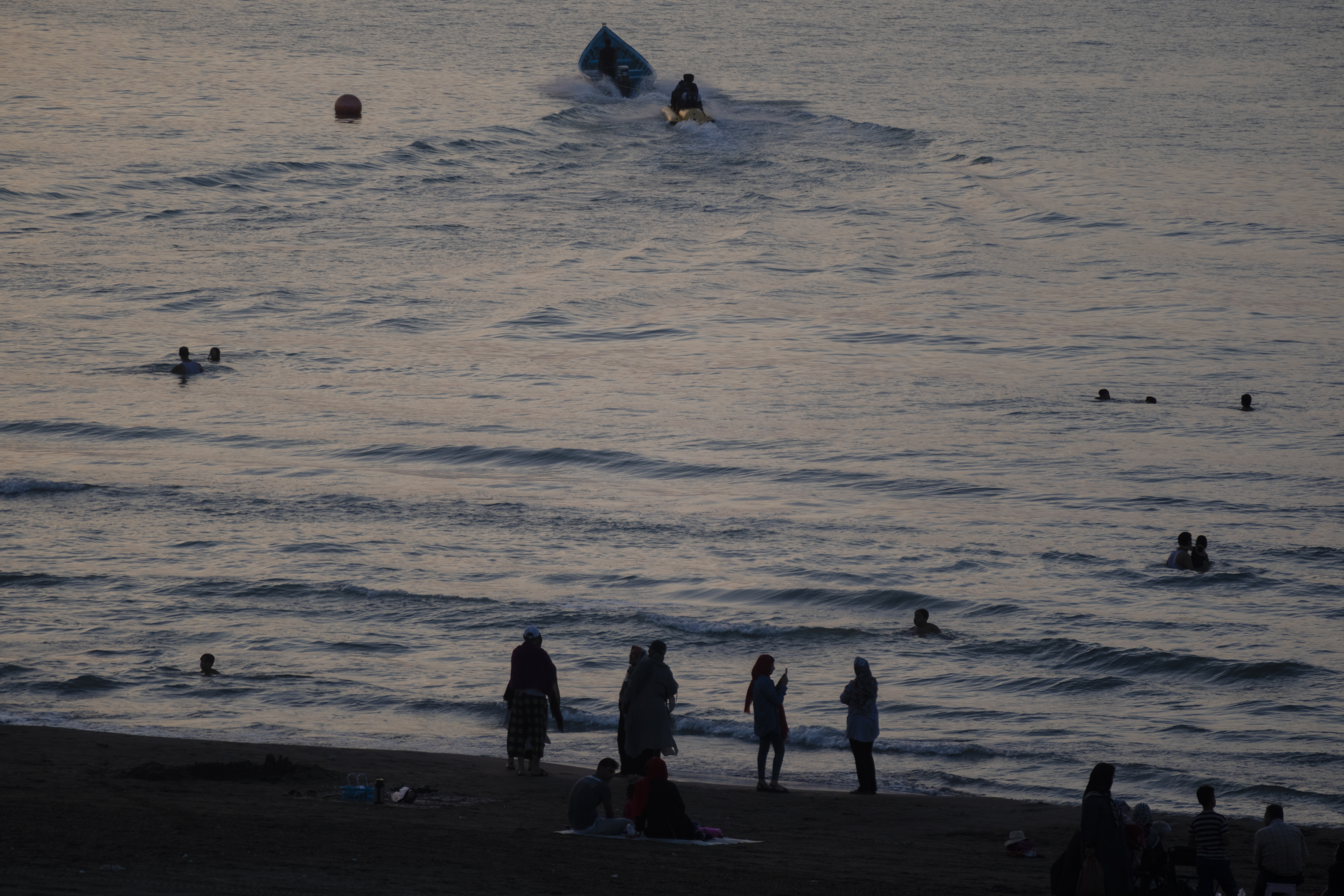
ساحل سرخ رود از بخش‌های شهرستان محمود آباد
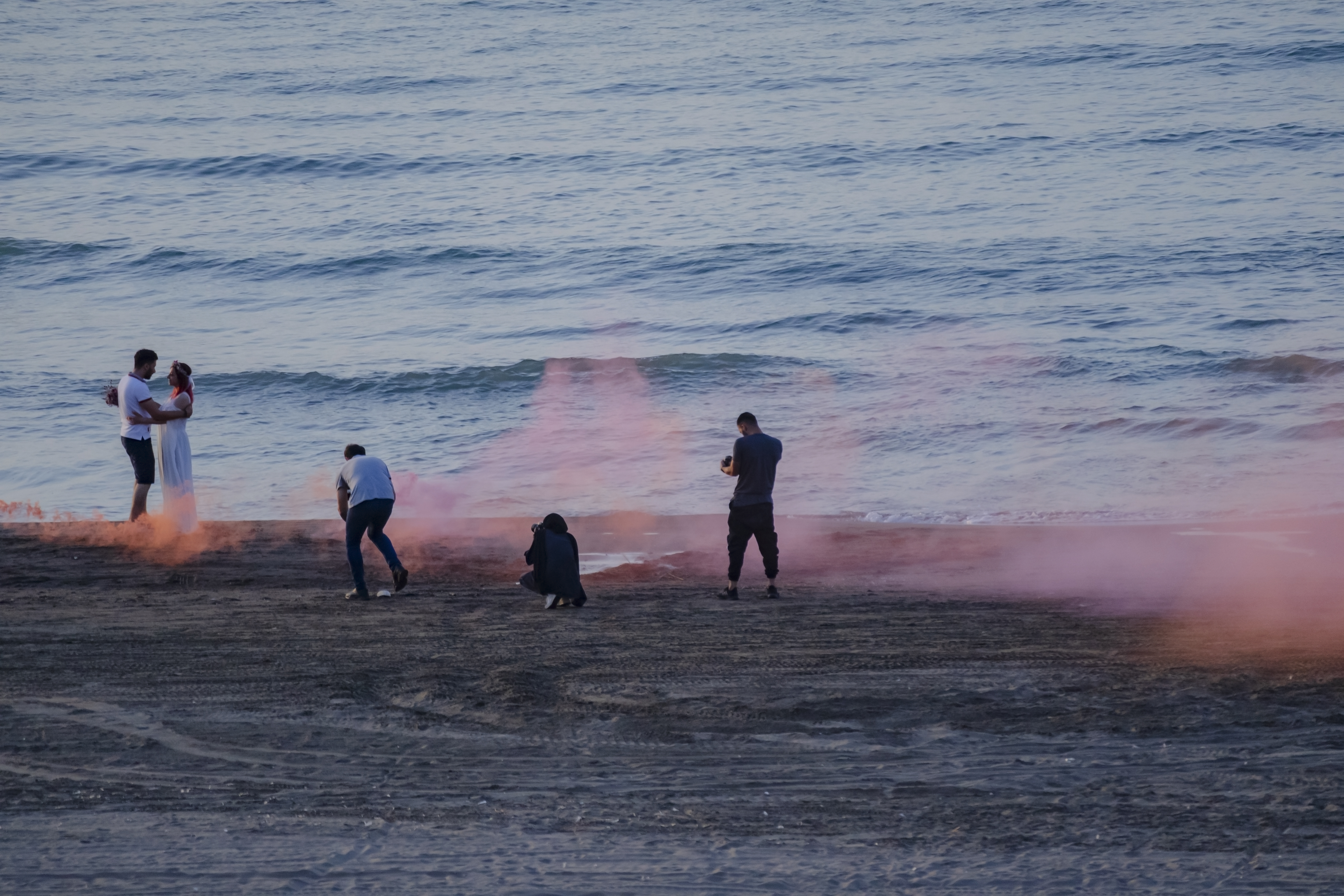
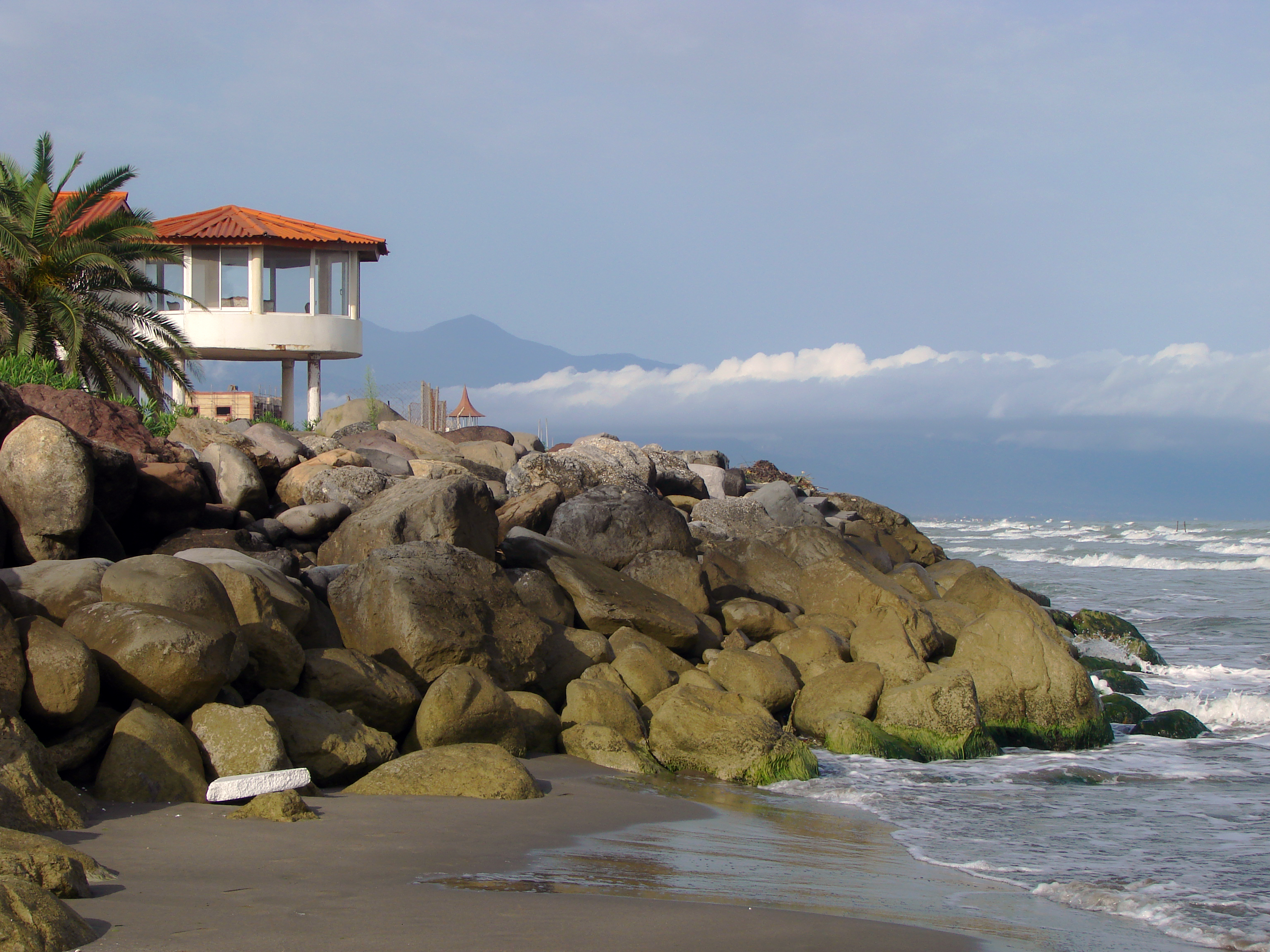
ویلایی در ساحل محمود آباد
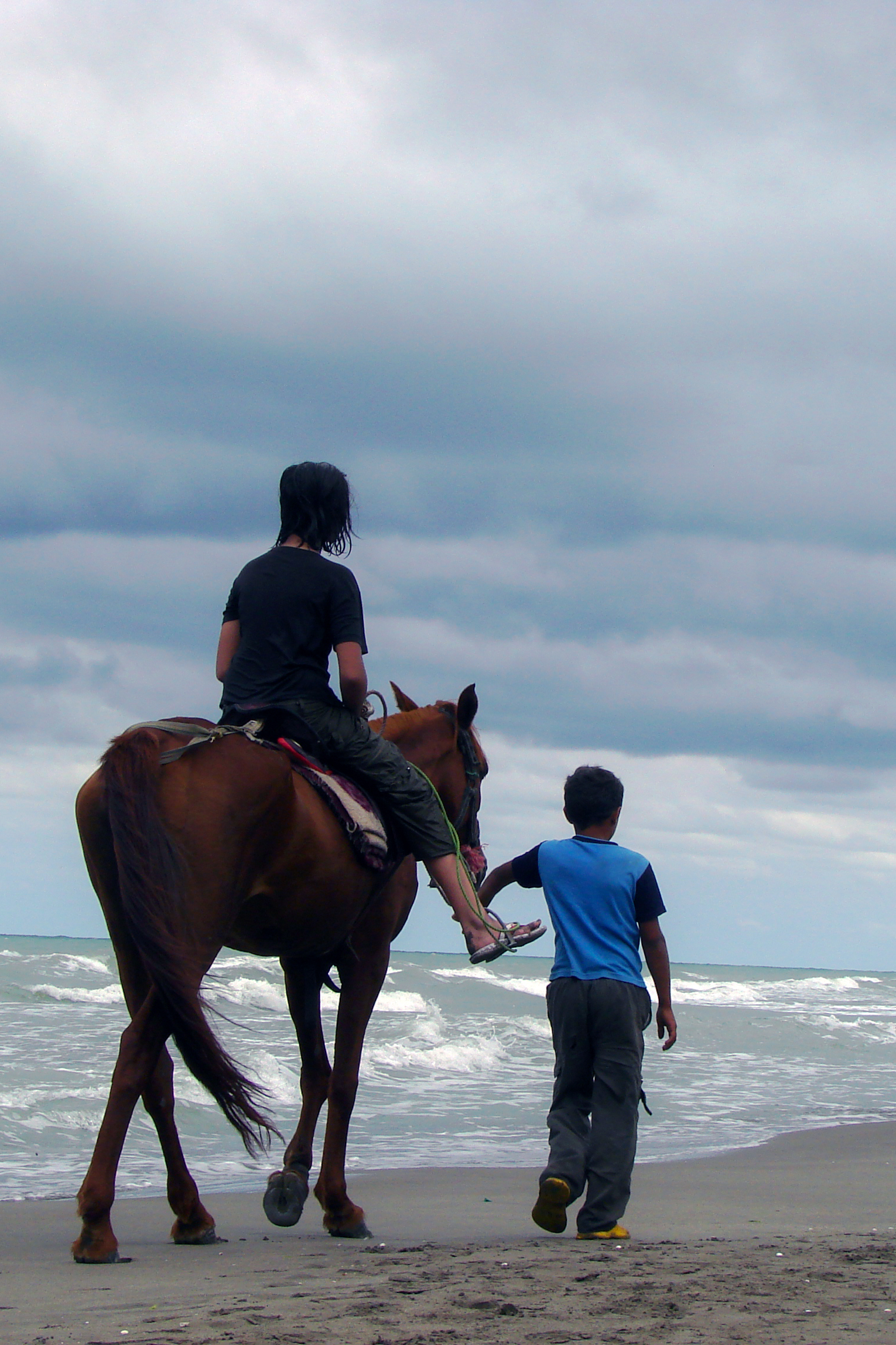
اسب سواری در ساحل محمود آباد مازندران
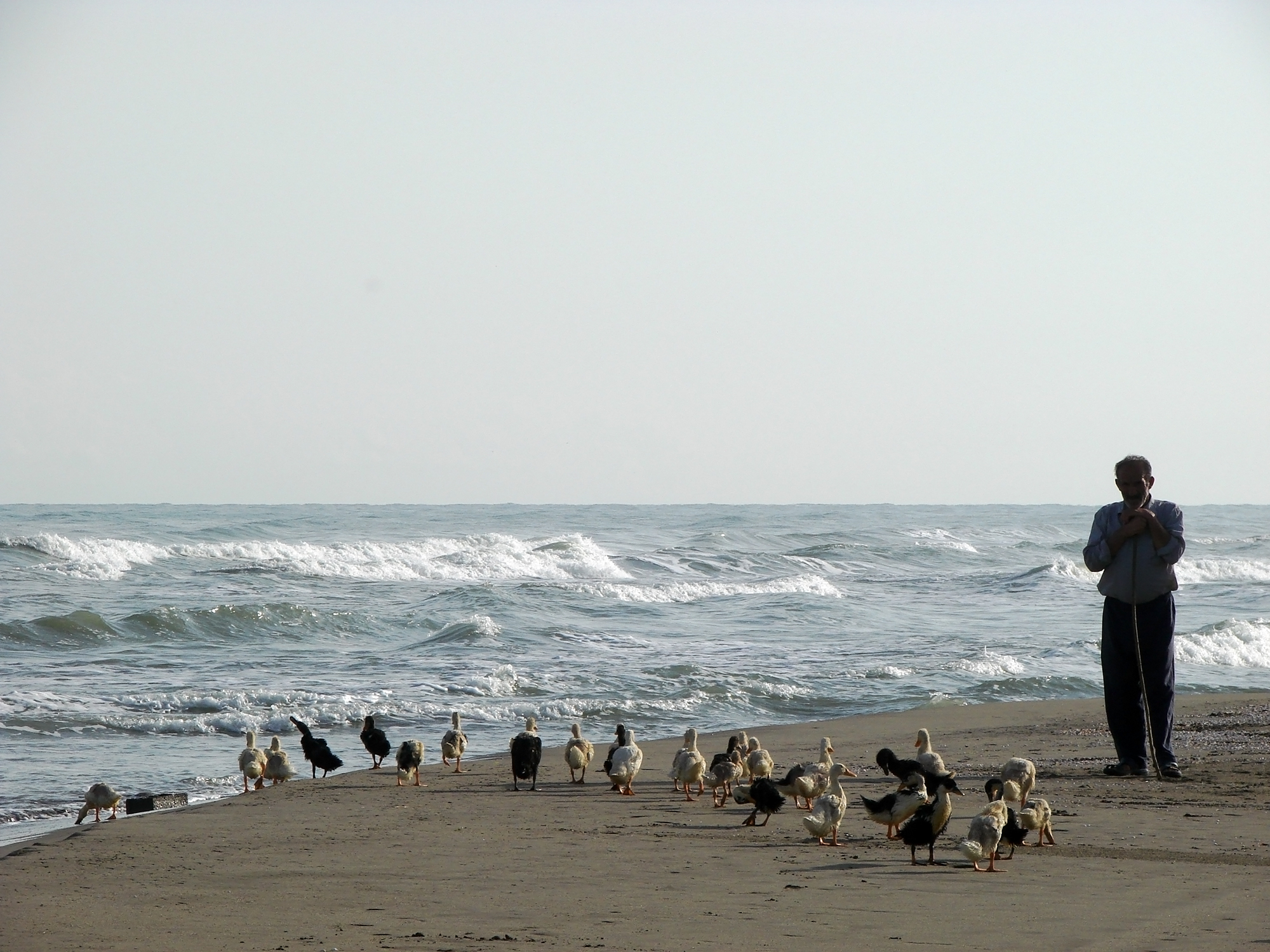
غاز چرانی در ساحل محمود آباد